# Guriahati
Guriahati é uma vila no distrito de Koch Bihar, no estado indiano de Bengala Ocidental.

## Demografia
Segundo o censo de 2001, Guriahati tinha uma população de 18 896 habitantes. Os indivíduos do sexo masculino constituem 51% da população e os do sexo feminino 49%. Guriahati tem uma taxa de literacia de 73%, superior à média nacional de 59,5%: a literacia no sexo masculino é de 78% e no sexo feminino é de 67%. Em Guriahati, 11% da população está abaixo dos 6 anos de idade.